# Бартошова
Бартошова (пол. Bartoszowa, нім. Schönfeld) — село в Польщі, у гміні Борув Стшелінського повіту Нижньосілезького воєводства.
Населення — 141 особа (2011).
У 1975-1998 роках село належало до Вроцлавського воєводства.

## Демографія
Демографічна структура станом на 31 березня 2011 року:
|          | Загалом | Допрацездатний вік | Працездатний вік | Постпрацездатний вік |
| -------- | ------- | ------------------ | ---------------- | -------------------- |
| Чоловіки | 74      | 15                 | 46               | 13                   |
| Жінки    | 67      | 9                  | 34               | 24                   |
| Разом    | 141     | 24                 | 80               | 37                   |